# Fajã Grande
Fajã Grande – wioska na wyspie Flores, na portugalskim archipelagu Azorów. Liczy 189 mieszkańców. Jeden z głównych ośrodków w gminie Lajes das Flores i najbardziej wysunięta na zachód osada europejska. 
W pobliżu wioski znajdują się klify wznoszące się na ponad 250 metrów oraz wodospady.